# Daniel Dickinson

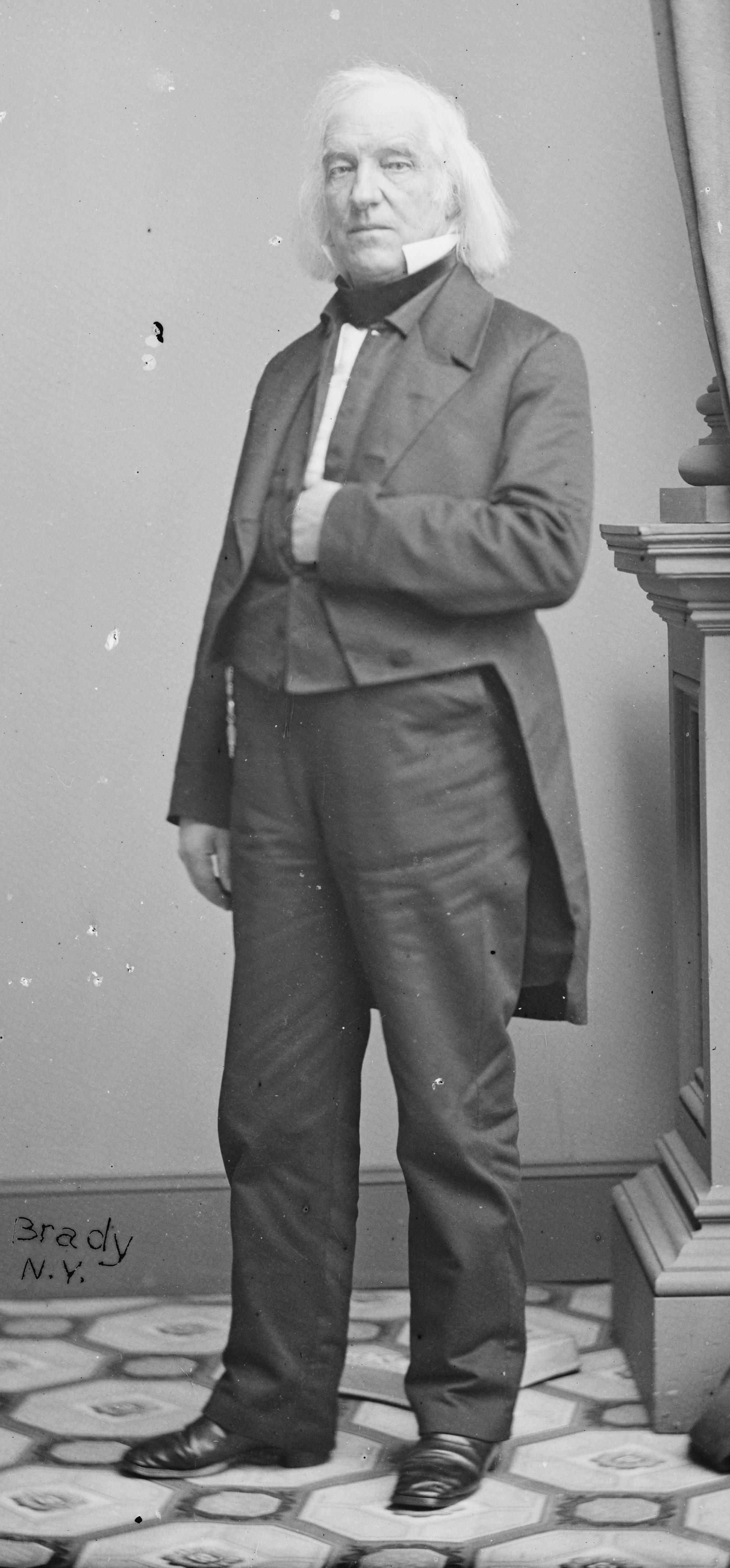
Daniel S. Dickinson

Daniel Stevens Dickinson, född 11 september 1800 i Goshen, Connecticut, död 12 april 1866 i New York, var en amerikansk demokratisk politiker.
Han flyttade 1806 med sin familj till staden Guilford i Chenango County, New York. Han inledde 1828 sin karriär som advokat i Guilford. Han var även postmästare i Guilford 1827-1832. Han flyttade sedan till Binghamton. Där avancerade han från kommunalpolitiken till delstatspolitiken. Han var ledamot av delstatens senat 1837-1840. Dickinson var viceguvernör i delstaten New York 1843-1844.
Nathaniel P. Tallmadge avgick 1844 från USA:s senat och Dickinson utnämndes till senaten. Han valdes sedan till en hel mandatperiod och representerade delstaten New York i senaten 1844-1851. Demokraterna i delstaten New York var splittrade i den radikala falangen Barnburners och den konservativa falangen Hunkers. Dickinson var en ledande konservativ Hunker. Dickinson blev den hårda linjens portalfigur bland delstatens demokrater när Hunkers sedan upplevde en ny splittring i en mjuk flygel, Softs, och en hård flygel, Hards, på grund av en dispyt om hur de borde förhålla sig till Barnburners. Denna splittring skedde när Barnburners hade utträtt ur partiet. Dickinsons hårda flygel ville inte att partiet skulle återförena sig med radikalerna, medan den mjuka flygeln ville ha en återförening.
Dickinson var delstatens justitieminister New York Attorney General 1861-1863. USA:s president Abraham Lincoln utnämnde honom 1865 till åklagare för New Yorks södra distrikt. Han dog 1866 i New York och hans grav finns på Spring Forest Cemetery i Binghamton.